# Хан Хехийн нуруу
Хан Хeхийн нуруу (на монголски: Хан Хөхийн нуруу) е планински хребет в Северозападна Монголия. Простира се от запад на изток на около 250 km, между котловината на езерото Увс Нур на север и котловината на езерото Хяргас нуур на юг. Най-висока точка е връх Хан Хeхийн Оргил (2928 m). Северната му част е изградена основно от докамбрийски кристалинни формации и долнопалеозойски гранити, а южната – предимно от ефузиви и седиментни скали. Преобладават заоблените върхове и стръмните склонове. По най-високите части има следи от древни заледявания. От северния му склон водят началото си реките Хангил Цагийнгол и Барун Турунгол, съставящи на река Хурмасингол, вливаща се в езерото Увс Нур. Северните му склонове са заети от степи, гори (съставени от лиственица и кедър) и пасища, а южните – от полупустинна растителност.